# Alkad z Zalamei
Alkad z Zalamei (hiszp. El alcalde de Zalamea) – dramat Pedra Calderóna de la Barki z 1644 roku. Uważany za jedno ze szczytowych osiągnięć tego twórcy. Należy do gatunku dramatu wieśniaczego. Głównym tematem utworu jest nadużycie władzy ze strony możnych, w tym przypadku wojska, i gwałt dokonany na wieśniaczce. Cierpiący ojciec ofiary zostaje sędzią mającym wydać wyrok we własnej sprawie. Utwór należy do najczęściej pojawiających się na scenie dramatów autora. W Polsce miał premierę w 1782 roku jako Burmistrz z Poznania.

## Data powstania utworu
Utwór powstał w 1644 roku i został oparty przez autora na wcześniejszym dramacie pod tym samym tytułem przypisywanym do niedawna Lopemu de Vedze.

## Osoby
| Osoba                | Jej rola w dramacie        |
| -------------------- | -------------------------- |
| Filip II             | król hiszpański            |
| Don Lope de Figueroa | dowódca wojsk hiszpańskich |
| Pedro Crespo         | stary chłop, alkad Zalamei |
| Juan                 | jego syn                   |
| Izabella             | jego córka                 |
| Ines                 | jego siostrzenica          |
| Don Mengo            | zubożały szlachcic         |
| Nunio                | jego sługa                 |
| Don Alvaro de Ataide | kapitan                    |
| Rebolledo            | żołnierz                   |
| Iskierka             | markietanka                |

## Czas i miejsce akcji
Akcja utworu rozgrywa się w Zalamei w Estremadurze za panowania Filipa II (1556-1598), podczas wojny o przyłączenie Portugalii 1580-1581.

## Treść

### Dzień I

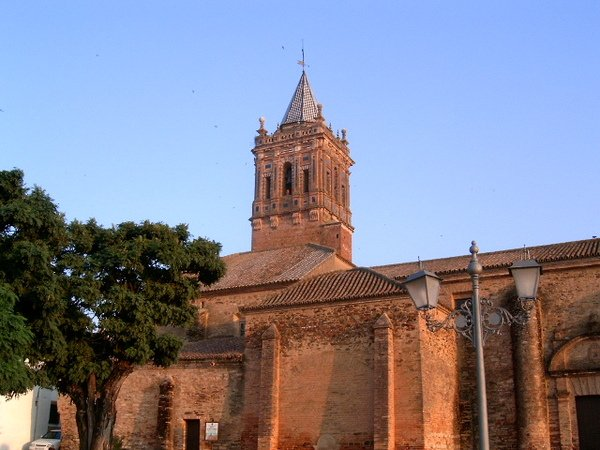
Wieża kościoła w Zalamei

Armia znużona wędrówką dociera do Zalamei. Kapitan don Alvaro zostaje zakwaterowany w domu Pedra Crespa. Pod domem Crespa wystaje zubożały szlachcic don Mengo, adorujący piękną córkę gospodarza, Izabelę. Na wieść o kwaterunku Pedro ukrywa córkę na piętrze. Zaintrygowany tym don Alvaro symuluje sprzeczkę z żołnierzem Rebolledem i obrażony przez niego ściga go po schodach wprost do pokoju, w którym przebywa Izabela. Juan, syn Pedra, podejrzewa podstęp. Don Alvaro sięga po broń. Napiętą sytuację rozładowuje przybycie dowódcy don Lopego de Figueroi, który sam postanawia stanąć na kwaterze u Crespa, a kapitanowi każe znaleźć inne lokum.

### Dzień II
Don Mengo ukryty w bramie wysłuchuje miłosnych wyznań don Alvara. Zirytowany postanawia przywdziać zbroję i rozprawić się z konkurentem. Poplecznicy kapitanaː Sierżant i Rebolledo proponują mu zorganizowanie serenady pod oknami Izabeli. Don Lope i Crespo rozmawiają ze sobą zrazu dość ostro, później coraz przyjaźniej, schodzą Izabela, Ines i Juan na wieczerzę. Pod oknami rozpoczynają się zaloty do Izabeli. Zirytowany zuchwałością swych żołnierzy generał przerywa kolację pod pretekstem nieznośnego bólu w nodze, który od lat mu towarzyszy. W rzeczywistości rusza natychmiast poskromić żołnierzy. To samo czynią po kryjomuː Crespo – żeby nie rozgniewać generała i Juan – w tajemnicy przed ojcem. W zamęcie nocnej bijatyki obrywają również don Mengo i Nunio. Don Lope bierze Crespa za niesubordynowanego żołnierza i ostro na niego naciera dopóki nie zjawi się Juan z pochodniami.
Generał każe wojsku przed wieczorem opuścić Zalameę, by ukrócić swawole. Sam wyrusza do Gwadelupy, gdzie ma się spotkać z królem. Na prośbę Juana przyjmuje go do wojska i z przyjaźni dla Crespa mianuje swym adiutantem. Kapitan tymczasem przekupił służącą, która ma go wpuścić po kryjomu do domu, chce bowiem porwać Izabelę. Gdy dociera wraz z Sierżantem, Rebolledem i Iskrą pod dom Crespa, zastaje gospodarza, Izabelę i Ines na ławce przed domem. Porywa więc Izabelę sprzed domu. Crespo z bronią, przyniesioną z domu, przez Ines rzuca się w pościg za napastnikami. Ulega jednak ich przewadze. Zostaje związany i uprowadzony wraz z córką. Juan przejeżdżający przez las słyszy biadania kobiety i jęki mężczyzny. Postanawia przyjść im z pomocą.

### Dzień III

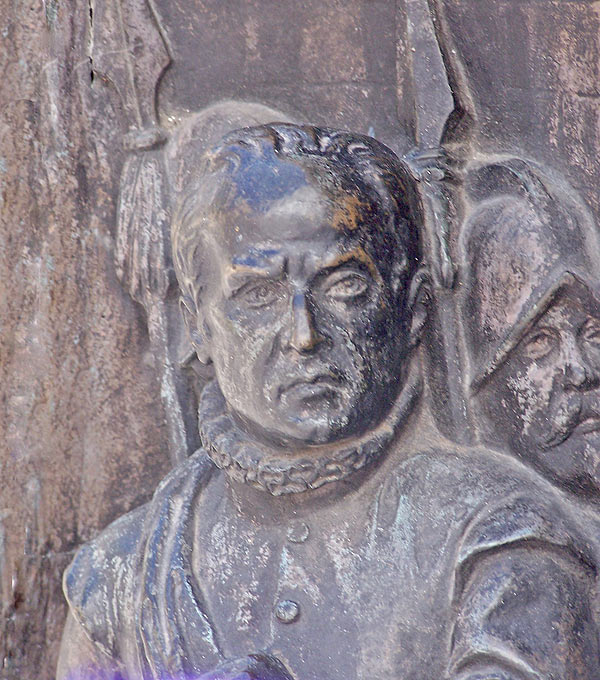
Lope de Figueroa. Detal z pomnika Calderona na placu św. Anny w Madrycie

Juan trafia na siostrę i kapitana. Ciężko rani go w pojedynku, musi jednak uciekać przed nadbiegającymi na pomoc dowódcy żołnierzami. Izabela błąkając się po lesie trafia na przywiązanego do drzewa ojca. Opowiada mu co ją spotkało, odwiązuję i prosi o śmierć. Crespo, dowiedziawszy się od córki, że rannego don Alvara towarzysze ponieśli do wioski dla opatrzenia ran wraca z nią, aby się zemścić. Naprzeciw niego wychodzi pisarz gminny z wiadomością, że rada gminy obrała go na ten rok alkadem. Jako sędzia musi na bok odłożyć zemstę. Nakazuje aresztować kapitana, choć ten twierdzi, że podlega tylko sądowi wojskowemu, i jego towarzyszy. Sierżantowi udaje się zbiec. Crespo odwiedza kapitana i prosi go by przyjął cały jego majątek i wziął jego córkę za żonę, by zmazać uczynioną jej krzywdę. Don Alvaro, ufny w swą nietykalność, wzgardliwie odrzuca tę prośbę. Crespo przesłuchuje Rebolleda i Iskierkę.
Tymczasem Juan wraca do domu i zastawszy siostrę próbuje ją zabić za to, że zgubiła jego honor. Ojciec powstrzymuje go i nakazuje aresztować, jako winnego zranienia swego dowódcy. Chce do zakończenia sprawy powstrzymać syna od nierozważnych kroków. Tymczasem zjawia się Lope de Figueroa, zaalarmowany przez Sierżanta, na czele swych oddziałów. Dochodzi do ostrej wymiany zdań z Crerspem, który nie chce wydać więźnia. Generał nakazuje atakować areszt. Chłopi przygotowują się do obrony, kiedy zjawia się król. Crespo pokazuje mu akta sprawy. Król uznaje, że rozprawa została prawidłowo przeprowadzona, nakazuje jednak wydać skazanego trybunałowi wojennemu. Crespo oznajmia jednak, że wyrok został już wykonany. Król uznaje ten akt sprawiedliwości, mianuje Crespa dożywotnim alkadem Zalamei. Jego córka pójdzie do klasztoru. Juan wyrusza z wojskiem do Portugalii.

## Analiza
Alkad z Zalamei jest wedle niektórych krytyków szczytowym punktem twórczości Calderóna. Treść dramatu, zapożyczoną z wcześniejszego dzieła, wzbogacił autor o znakomite portrety psychologiczne, szczególnie dwóch głównych antagonistów, starego żołnierza, don Lopego de Figueroi i Pedra Crespa, uosobienia sprawiedliwości, honoru i odwagi hiszpańskiej wsi. Crespo chroni córkę przed natarczywością kapitana Alvara, a gdy ten podstępnie ją porywa i pozbawia czci, honorowo proponuje małżeństwo. Wzgardzony, podejmuje laskę alkada i wymierza Alvarowi sprawiedliwość. Krewki don Lope, jest człowiekiem uczciwym, ale zbyt pysznym, by przyznać chłopu prawo do równej sobie godności i honoru. Ściera się z wójtem wioski tym gwałtowniej, im bardziej dokucza mu podagra.

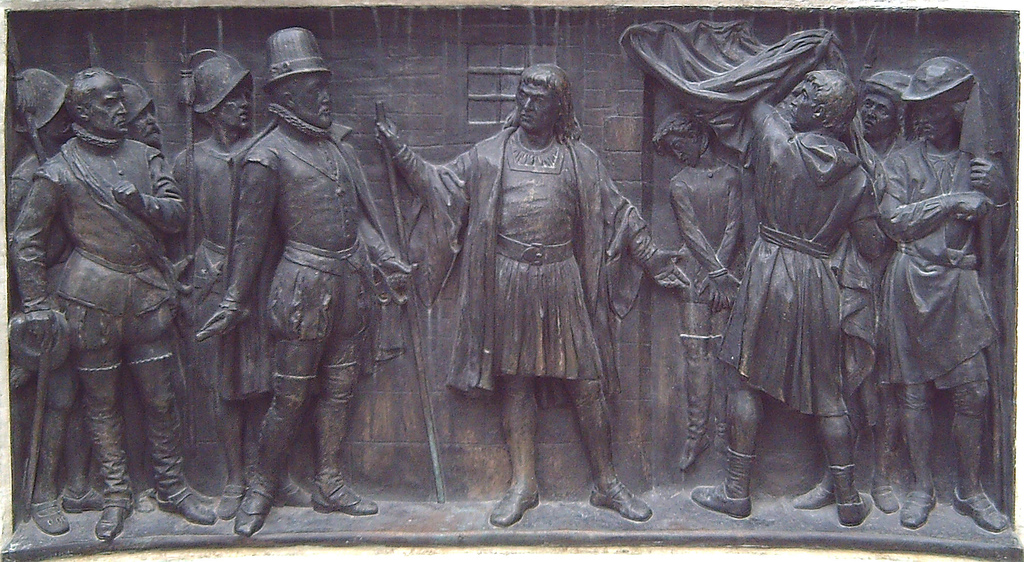
Scena z Alkada z Zalamei. Relief brązowy z pomnika Calderóna w Madrycie

Dramat należy do typu dramatu wieśniaczego, poruszającego zagadnienie chłopskiego honoru, bardziej charakterystycznego dla Lopego de Vegi. U Calderóna, odmiennie niż w Owczym źródle Vegi, reprezentantem ludu nie jest zbiorowość wiejska lecz jej przywódca. To on uosabia demokratyczno-monarchistyczną postawę, jaką przyjmuje najczęściej lud w dramacie, oraz chłopski charakter, będący mieszaniną surowości, rozsądku i posłuszeństwa wobec ustalonej hierarchii, połączony z poczuciem honoru. Silny, zadowolony ze swej pozycji społecznej, pełen szacunku dla przełożonych i autorytetu, Crespo nie godzi się na nic co naruszałoby jego prawa. Nie czuje się gorszy od innych i nie pozwala sobie na nic co przyniosłoby uszczerbek jego honorowi. Szanuje, tylko gdy sam jest szanowany. Traktuje z uprzejmością generała, który stanął u niego na kwaterze, ale gdy ten podnosi głos, odpowiada równie ostrym tonem. Zwraca generałowi uwagę, że gdy chodzi o honor dobro duszy i dar boski, nikt nie jest ważniejszy.
Calderón czyni głównym tematem utworu nadużycie władzy ze strony możnych, w tym przypadku przez wojsko, i gwałt dokonany na wieśniaczce. Cierpiący ojciec ofiary zostaje sędzią mającym wydać wyrok we własnej sprawie. Przezwyciężając pragnienie zemsty, odkłada szpadę, a ujmuje laskę alkada i sądzi kapitana. Nie jest już znieważonym wieśniakiem, ale wykonawcą prawa i przedstawicielem cierpiącego od nadużyć wojska chłopstwa. Król sankcjonuje wydany przez Crespa wyrok.
Efekt dramatyczny sztuka zawdzięcza rygorowi technicznemu i jedności jaką Calderón nadaje swoim sztukom. Autor przeciwstawia miasto (z domem Crespa pośrodku) – naturze (wyobrażonej przez las, w którym dokonuje się gwałt na Izabeli); wieśniaka Crespa – generałowi don Lopemu; symbolizującą honor szpadę(Mam już honor, bo mam szpadę, z którą mogę was ścigać) – lasce alkada, symbolowi sprawiedliwości. Dramaturg znakomicie operuje tłumami, które przeciwstawiają spokój domu Crespa – wrzawie ulicznej, lub żołnierzy – broniącym się wieśniakom. Sens dramatu obrazuje podstawowa dla twórczości Calderóna polaryzacja pomiędzy rozumem a naturą, w której prawo-rozum uosabia postać Pedra Crespa, a naturę kapitan Alvaro.
Alkad z Zalamei należy do najchętniej grywanych dramatów Calderóna. Szczególnym powodzeniem cieszył się w XVIII wieku w przedrewolucyjnej Francji. Przeróbki ówczesnej francuskiej wersji dramatu na język polski dokonał Jan Baudouin. Jego dramat, przedstawiający reformatorskie dążenia polskiego mieszczaństwa, a zatytułowany Burmistrz poznański, został wystawiony w 1782 roku w Teatrze Narodowym. Hiszpański oryginał był trzykrotnie tłumaczony na język polski przezː Edwarda Chłopickiego, Edwarda Porębowicza i Ludwika Hieronima Morstina. Dramat ponownie trafił na polską scenę w 1889 roku jako Sędzia z Zalamei i zagościł na niej przez czas dłuższy wystawiany następnie w 1912 we Lwowie, w 1921 w Warszawie, w 1938 w Wilnie. Szerokim echem odbiła się premiera, w 1951 roku, Alkada z Zalamei, w tłumaczeniu Morstina, do którego dekoracje i kostiumy zaprojektował Tadeusz Kantor.